# Puchar Wielkich Mistrzyń
Puchar Wielkich Mistrzyń - nieistniejący turniej siatkarski rozgrywany przez żeńskie reprezentacje narodowe od 1993 do 2017 roku. Puchar organizowany był co cztery lata w Japonii, rok po letnich igrzyskach olimpijskich. 

## Cel utworzenia turnieju
Organizacja FIVB zdecydowała się na przeprowadzanie Pucharu Wielkich Mistrzyń po to, by nie było siatkarskiego sezonu bez rozgrywek tej federacji. Był to jedyny turniej, który nie dawał punktów w rankingu FIVB.

## Reguły
Puchar Wielkich Mistrzyń rozgrywany był na zasadach:
- turniej odbywał się w Japonii
- na zawodach grało sześć zespołów: gospodarz (Japonia), mistrzynie z 4 kontynentów, których drużyny zajęły najwyższe miejsca na ostatnich Letnich Igrzyskach Olimpijskich, drużyna z dziką kartą
- na końcową klasyfikację miało wpływ kolejno: 
  - liczba zwycięstw
  - punktowy współczynnik ratio (liczba punktów zdobytych podzielona przez liczbę punktów straconych)
  - setowy współczynnik ratio (liczba setów wygranych podzielona przez liczbę setów przegranych)
  - bezpośredni wynik drużyn

## Medalistki Pucharu Wielkich Mistrzyń
| Edycja | Rok  | Gospodarz         | Złoto    | Srebro            | Brąz              | Miejsce Polski |
| ------ | ---- | ----------------- | -------- | ----------------- | ----------------- | -------------- |
| I      | 1993 | Tokio             | Kuba     | Chiny             | Rosja             | n/s            |
| II     | 1997 | Tokio             | Rosja    | Kuba              | Brazylia          | n/s            |
| III    | 2001 | Saitama i Fukuoka | Chiny    | Rosja             | Japonia           | n/s            |
| IV     | 2005 | Tokio i Nagoja    | Brazylia | Stany Zjednoczone | Chiny             | 4. miejsce     |
| V      | 2009 | Tokio i Fukuoka   | Włochy   | Brazylia          | Dominikana        | n/s            |
| VI     | 2013 | Osaka i Nagoja    | Brazylia | Stany Zjednoczone | Japonia           | n/s            |
| VII    | 2017 | Osaka i Nagoja    | Chiny    | Brazylia          | Stany Zjednoczone | n/s            |

## Klasyfikacja medalowa
| Msc.  | Państwo           | złoto | srebro | brąz | Razem |
| ----- | ----------------- | ----- | ------ | ---- | ----- |
| 1.    | Brazylia          | 2     | 1      | 1    | 4     |
| 2.    | Chiny             | 1     | 1      | 1    | 3     |
| =     | Rosja             | 1     | 1      | 1    | 3     |
| 4.    | Kuba              | 1     | 1      | 0    | 2     |
| 5.    | Włochy            | 1     | 0      | 0    | 1     |
| 6.    | Stany Zjednoczone | 0     | 2      | 0    | 2     |
| 7.    | Japonia           | 0     | 0      | 2    | 2     |
| 8.    | Dominikana        | 0     | 0      | 1    | 1     |
| Razem | Razem             | 6     | 6      | 6    | 18    |